# Węzeł autostradowy Hamburg-Ost
Węzeł autostradowy Hamburg-Ost (niem. Autobahndreieck Hamburg-Ost, Kreuz Hamburg-Ost, AK Hamburg-Ost) – węzeł drogowy na skrzyżowaniu autostrad A1 i A24 w regionie metropolitarnym Hamburga, w kraju związkowym Szlezwik-Holsztyn w Niemczech. Nazwa węzła pochodzi od nazwy miejscowości oraz położenia geograficznego (Hamburg Wschód).
| Z                        | Do                       | Średnie dzienne natężenie ruchu |
| ------------------------ | ------------------------ | ------------------------------- |
| AS Barsbüttel (A1)       | AK Hamburg-Ost           | 81 600                          |
| AK Hamburg-Ost           | AS Hamburg-Öjendorf (A1) | 91 900                          |
| AS Hamburg-Jenfeld (A24) | AK Hamburg-Ost           | 58 600                          |
| AK Hamburg-Ost           | AS Reinbek (A24)         | 49 200                          |